# Riverton (Nova Jérsei)
Riverton é um distrito localizado no estado americano de Nova Jérsei, no Condado de Burlington.

## Demografia
Segundo o censo americano de 2000, a sua população era de 2759 habitantes.
Em 2006, foi estimada uma população de 2715, um decréscimo de 44 (-1.6%).

## Geografia
De acordo com o United States Census Bureau tem uma área de
2,4 km², dos quais 1,7 km² cobertos por terra e 0,7 km² cobertos por água.

## Localidades na vizinhança
O diagrama seguinte representa as localidades num raio de 8 km ao redor de Riverton.